# البوسنة الشابة
 البوسنة الشابة  حركة ثورية نشطت قبل الحرب العالمية الأولى، أغلب أعضائها صربيون، ولكنها كانت تضم أيضاً بوسنيين وكروات. اختلف المؤرخون حول أهدافها ومحفزاتها، أكانت حركة وطنية صربية أم كانت حركة يوغسلافية، هدفها توحيد الشعوب اليوغسلافية. تكونت قبل الحرب العالمية الأولى في البوسنة والهرسك بدعم قوي من صربيا.